# 2024 en Algérie
Chronologie de l’Algérie
- 2020
- 2021
- 2022
- 2023
- 2024
- 2025
- 2026
- 2027
- 2028

Cet article traite des événements qui se sont produits durant l'année 2024 en Algérie.

## Événements

### Janvier
- x

### Février
- 29 février : le sommet du Forum des pays exportateurs de gaz se tient à Alger du 29 février au 2 mars 2024[1].

### Mars
- x

### Avril
- x

### Mai
- x

### Juin
- 13 juin : le président algérien Abdelmadjid Tebboune est invité d'honneur pour participer au cinquantième sommet du G7 de 2024 à Fasano en Italie[2].

### Juillet
- x

### Août
- 4 août : la gymnaste Kaylia Nemour est médaillé d'or en remportant la finale des barres asymétriques aux Jeux olympiques d'été de 2024 à Paris[3].
- 9 août : la boxeuse Imane Khelif est médaillé d'or dans la catégorie des poids welters (-66 kg) aux Jeux olympiques d'été de 2024 à Paris[4].
- 10 août : l'athlète Djamel Sedjati remporte la médaille de bronze aux 800 mètres masculin des Jeux olympiques d'été de Paris.

### Septembre
- 7 septembre : Réélection du président sortant Abdelmadjid Tebboune
- 26 septembre : les autorités algériennes ont décidé de rétablir l’obligation de visa pour les ressortissants étrangers détenteurs d’un passeport marocain[5].

### Octobre
- Début octobre : la maison d'édition Gallimard est écartée du Salon international du livre d'Alger pour la parution du futur prix Goncourt Houris de l'écrivain Kamel Daoud qui fait polémique dans le pays[6].
- 4 au 10 octobre : Festival international du film arabe d'Oran 2024[7]. La 12e édition du Festival international d'Oran du film arabe se déroule à Oran[8]. Le président du jury est l'acteur Sami Bouajila. Les films ont été projetés dans les salles de la ville comme : Maghreb ,Cinémathèque , Saada .

### Novembre
- 1 novembre : organisation d'un défilé militaire à l'occasion de la célébration du 70e anniversaire du déclenchement de la Guerre de libération[9].
- 16 novembre : l'écrivain Boualem Sansal est arrêté à l'aéroport d'Alger[10].
- 24 novembre : le président de la République, Abdelmadjid Tebboune, a signé, la loi de Finances 2025[11].

### Décembre
- 28 décembre : Le président Abdelmadjid Tebboune gracie près de  2 500 détenus[12].

## Décès
- 26 février : Salah Larbès, footballeur
- 18 mars : Zoheïr Aberkane, journaliste et militant politique
- 29 mars : Habib Benmimoun, footballeur
- 1er mai : Hasna El-Bacharia, chanteuse et multi-instrumentiste
- 12 mai : Mohamed Bousmaha, militaire
- 3 août : Mustapha Moussa, boxeur
- 6 octobre : Johan Neeskens,  footballeur néerlandais mort en Algérie
- 30 octobre : Tahar Zbiri, militaire
- 10 décembre  : Mahieddine Khalef, entraîneur de football
- 12 décembre  : Youcef Bouzidi, footballeur
- 15 décembre : Rezki Zérarti, peintre